# Carl Friedrich August Fischer

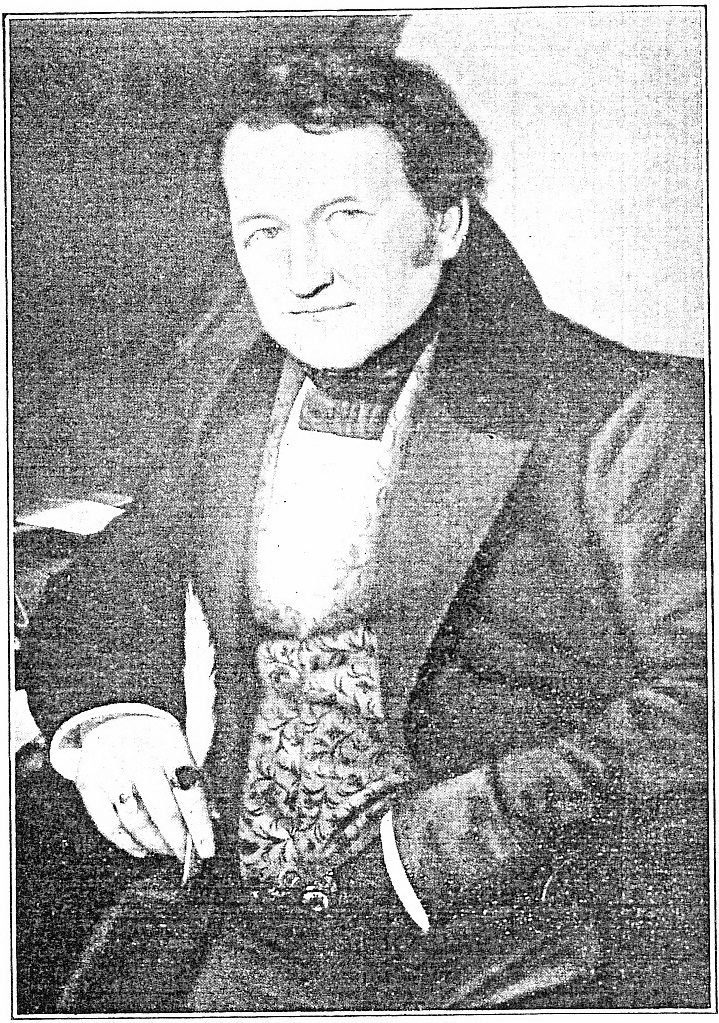
Carl Friedrich August Fischer

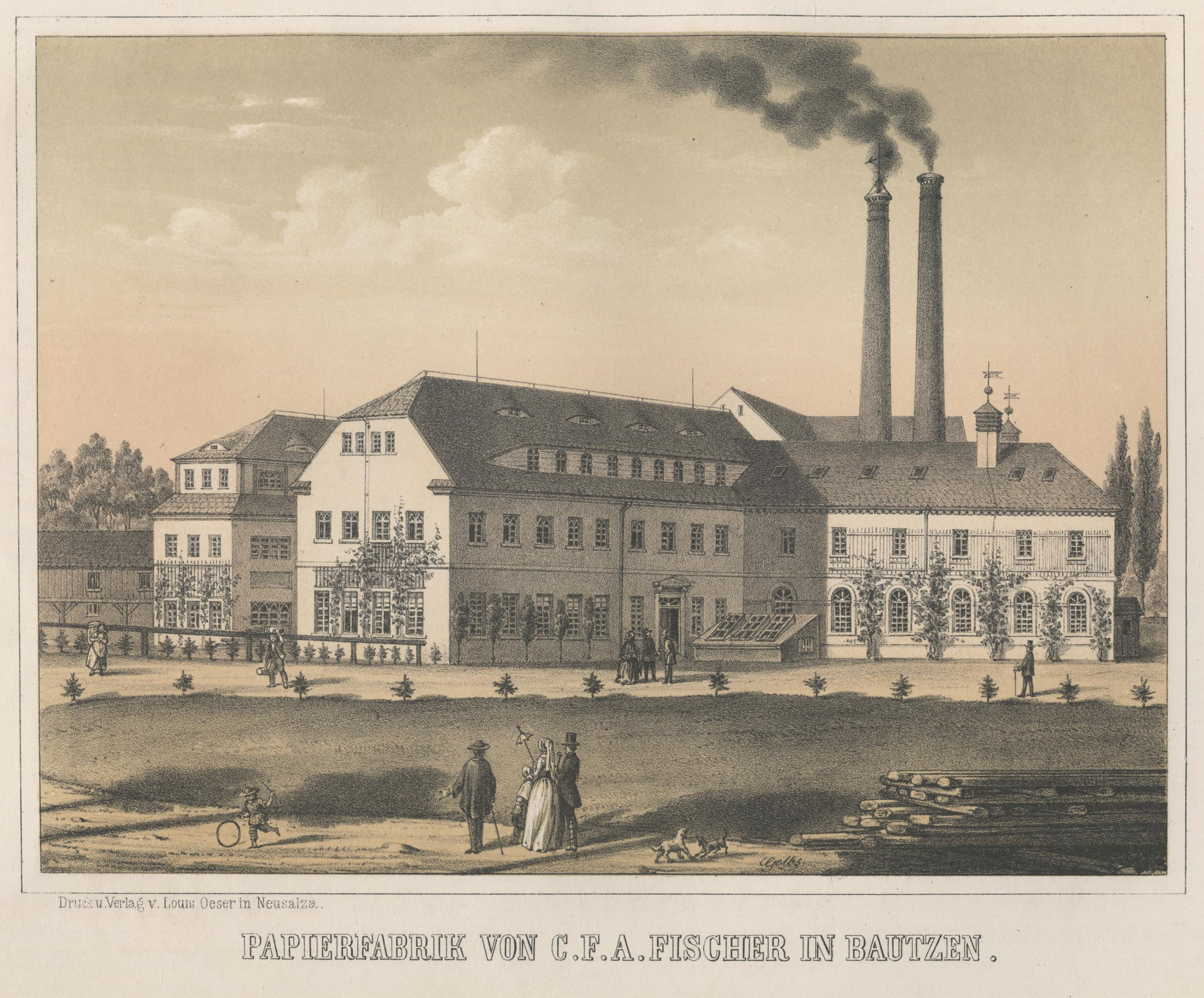
Papierfabrik von C. F. A. Fischer in Bautzen (Album der Sächsischen Industrie, Band 1, 1856)

Carl Friedrich August Fischer (* 7. August 1778 in Budissin (heute Bautzen); † 10. August 1842 ebenda) war ein sächsischer Papierfabrikant und Inhaber der Papierfabrik C. F. A. Fischer in Bautzen.

## Leben
Fischer war Sohn des Papiermühlenbesitzers Johann August Fischer (1751–1782) in Bautzen und dessen Ehefrau Sophie Elisabeth (1751–1826), Tochter des Strumpffabrikanten Wahr in Bautzen. Er lernte die Papiermacherkunst und bereiste in seinen Wanderjahren bereits Frankreich und Holland. Im März 1795 verließ er das Gymnasium in Bautzen als Kandidat der Akademie.
Im Jahre 1799 übernahm er die Bautzener Papiermühle, die zuletzt sein Stiefvater August Ernst Hertel geführt hatte. In erster Ehe heiratete er 1800 Johanna Agnes Janasch, die Tochter eines Mühlenbesitzers. Im Jahre 1801 ließ er das Mühlenwehr in der Spree neu bauen. Im gleichen Jahr wurden die rückständigen Gebräuche der Papiermacher in Bautzen abgeschafft. 1804 arbeiteten 24 Arbeiter in der Papiermühle. Nach einem Hochwasser im Juni 1804 waren große finanzielle Anstrengungen nötig, um die Papiermühle zu reparieren. Am 22. Februar 1805 kaufte Fischer die Papiermühle in Obergurig von Johann Traugott Schaffhirt für 10.600 Taler und 75 Taler Schlüsselgeld. Von nun an nannte sich das Unternehmen „Carl Friedrich August Fischer Papierfabriken Bautzen und Obergurig“. Die Fabrik in Bautzen bestand damals aus drei Fabrikgebäuden, vier Wasserrädern, zwei Stampfen, einem Holländer und zwei Schöpfbütten. Um 1800 wurde Bautzener Papier nach Antwerpen, London, New York, Österreich, Schweiz, Griechenland und den Orient gehandelt. 1810 ließ Fischer ein Lumpenlager bauen. 1820 ließ er vier neue mittelschlächtige Wasserräder einsetzen. Im Jahre 1821 lässt er in Obergurig eine Fabrikantenvilla bauen. In zweiter Ehe heiratete Fischer 1824 Adolfine Ottilie Jancovius, die Tochter eines Senators. Seine Fabrik galt als führendes papiererzeugendes Unternehmen in Sachsen, das für seine feinen Schreib-, Zeichen-, Druck- und Kupferstichpapiere mehrfach Auszeichnungen erhalten hatte. 1824 erhält Fischer eine Goldmedaille auf der von König Friedrich August I. von Sachsen ins Leben gerufenen „Ausstellung von Erzeugnissen des gesamten inländischen Gewerbefleißes“ im Brühlschen Palais. Am 18. Juni 1827 und am 11. Februar 1828 kaufte C.F.A. Fischer den oberen und unteren Teil der vorderen Bleiche und fing an, seine Anstrengungen auf die rechte Seite der Spree zu verlagern. Bis 1830 wurden zwei Fabrikgebäude errichtet, die 1833 einsatzfähig wurden.
1835 wurde die erste Papiermaschine aufgestellt, eine Langsiebmaschine mit 1,20 m Breite von der Bryan Donkin Company London. Im selben Jahr wurde die Fabrik Doberschau von Carl Wilhelm Grimm gegründet (ab 1871 Teil der Vereinigten Bautzner Papierfabriken). Schon 1836 folgte eine zweite Papiermaschine mit 1,50 m Breite für 2.200 Taler von Johann Jakob Widmann aus Heilbronn. Für das Zweigwerk in Obergurig hat man 1842 eine Papiermaschine aus Heilbronn erworben. Dort arbeiteten die Maschinenbauanstalten von Widmann und Gustav Schaeuffelen. Fischer starb am 10. August 1842 an einem Schlaganfall und wurde am 14. August auf dem Taucherfriedhof in Bautzen begraben. Nun übernahm die Witwe die Unternehmensleitung bis 1851/1859 ihre Söhne Carl Friedrich Adolf Fischer und August Johannes Fischer in das Unternehmen eintraten.
Der württembergische Erfinder und Papierfabrikant Heinrich Voelter absolvierte bei Fischer wesentliche Teile seiner Ausbildung und wurde dann von ihm als Fabrikdirektor von Heidenheim an der Brenz nach Bautzen geholt.
Seine Tochter Margarethe Cölestine (1830–1911) heiratete 1864 Rudolf Thiel.

## Veröffentlichungen
- Ueber die Anwendung des Wasserdampfes zur Erwärmung der Schöpf-Bütten in den Pappierfabriken, in Beziehung auf beiliegende Zeichnung. In: Schriften und Verhandlungen der ökonomischen Gesellschaft im Königreiche Sachsen. 6. Lieferung. Dresden 1820, S. 136–151. Digitalisierte Ausgabe der SLUB Dresden